# Cajibío
Cajibío – miasto w Kolumbii, w departamencie Cauca.